# 拉沙拉德
拉沙拉德（法語：Lachalade，法語發音：[laʃalad]）是法国默兹省的一个市镇，属于凡尔登区。

## 地理
拉沙拉德（49°10'0"N, 4°57'33"E）面积19.45 平方千米，位于法国大東部大區默兹省，该省份为法国西北部内陆省份，北与比利时接壤，西接马恩省和阿登省，南至上马恩省和孚日省，东临默尔特-摩泽尔省。
与拉沙拉德接壤的市镇（或旧市镇、城区）包括：阿戈讷地区弗洛朗、维埃纳堡、布勒耶、勒克朗、阿戈讷地区讷维利。

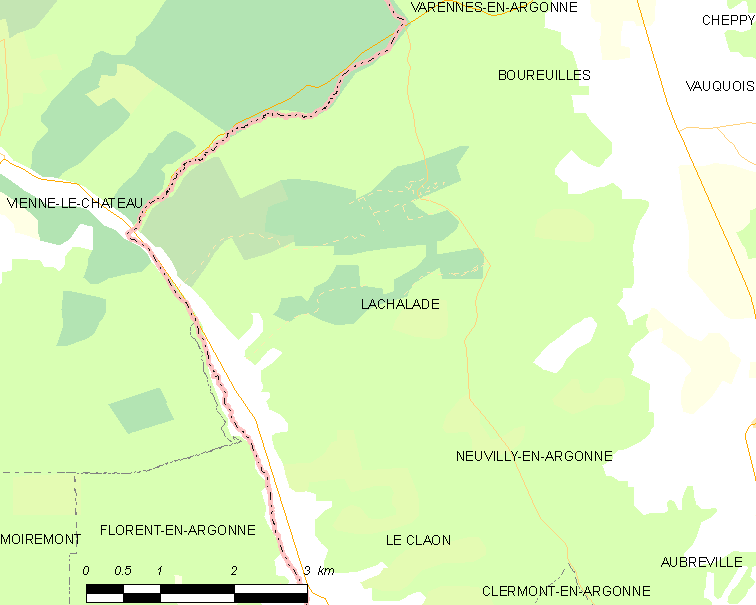
拉沙拉德的OSM定位图

拉沙拉德的时区为UTC+01:00、UTC+02:00（夏令时）。

## 行政
拉沙拉德的邮政编码为55120，INSEE市镇编码为55266。

## 政治
拉沙拉德所属的省级选区为阿戈讷地区克莱蒙县。

## 人口

1962-2008年间拉沙拉德人口变化图示

拉沙拉德于2022年1月1日时的人口数量为54人。